# Rudolf Zbirovský
Rudolf Zbirovský (29. května 1915 Brno – 27. července 2009 Kroměříž) byl český římskokatolický duchovní a katecheta.

## Životopis
Absolvoval gymnázium v Brně (maturita 1934), teologii studoval rovněž v Brně, ve zdejším alumnátě. Kněžské svěcení přijal 5. července 1939 z rukou brněnského sídelního biskupa Josefa Kupky. Jeho prvním kaplanským místem byly Moravské Budějovice. Dne 1. srpna 1941 se jeho kněžským působištěm staly Střelice u Brna, zde zprvu působil jako kaplan. Po smrti faráře Leopolda Rosenberga v roce 1945 se stal administrátorem. V únoru 1947 byl ve Střelicích ustanoven farářem. Tuto službu vykonával až do svých osmdesáti let. Po roce 1995 zde působil až do smrti jako výpomocný duchovní.
Ve svém působení ve Střelicích v době náboženské nesvobody se snažil o každodenní sloužení mše svaté, údržbu kostela a výuku náboženství. Byl členem Československé společnosti rukopisné.
Zemřel v Charitním domově v Kroměříži, pohřben ve kněžském hrobě na hřbitově ve Střelicích.